# Gánok
Der Gánok (offizielle Namensform) oder Ganek (auch Veľký Ganek; deutsch Großer Ganek oder Gangspitze, ungarisch Nagy-Ganek oder Ganek, polnisch Ganek) ist ein 2462 m n.m. (nach einigen Quellen 2459 m n.m.) hoher Berg im slowakischen Teil der Hohen Tatra.

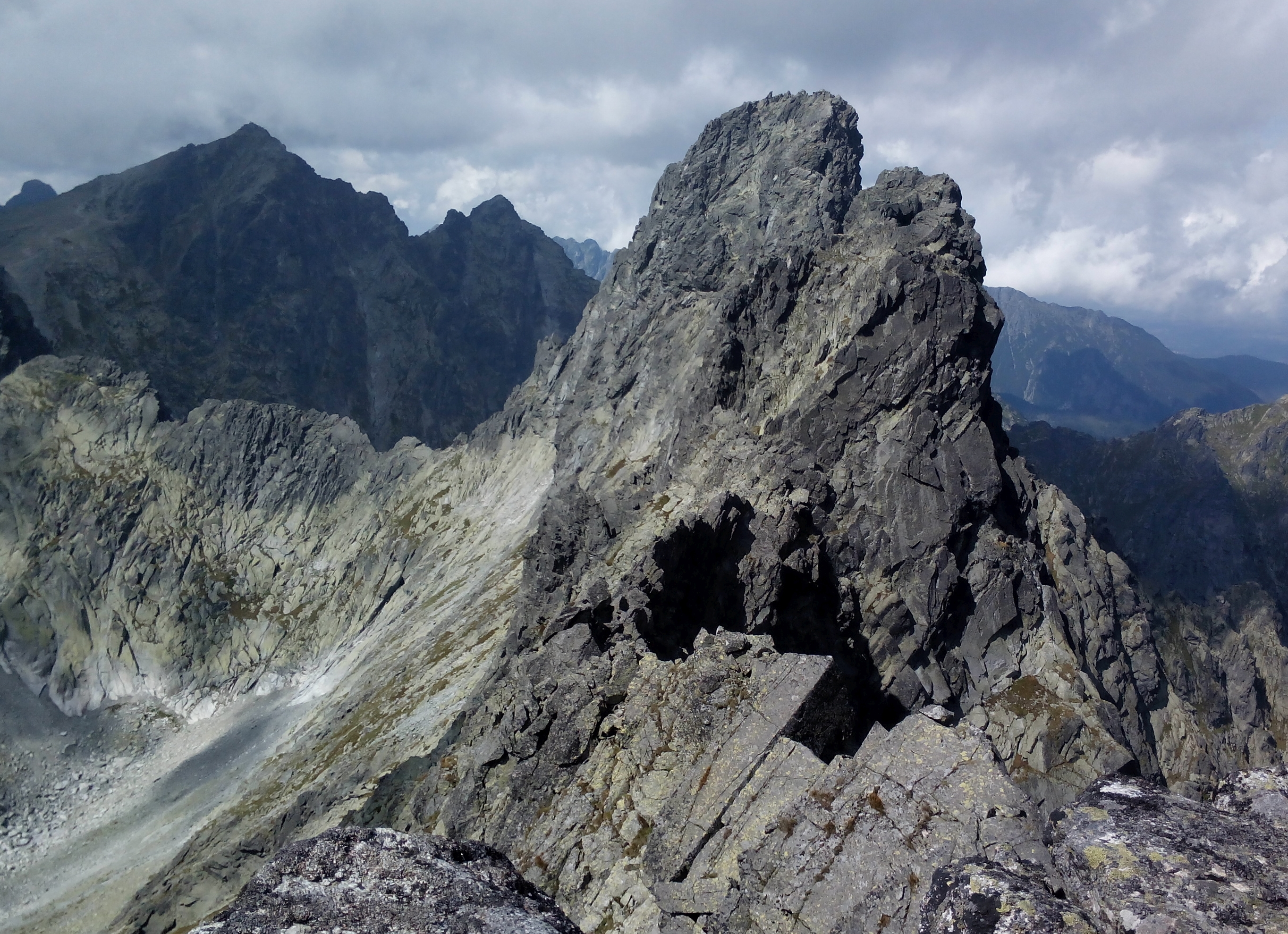
Der Gánok vom Berg Zlobivá im Südosten gesehen

Der Berg befindet sich am Hauptkamm der Hohen Tatra, zwischen der westlichen Scharte Prostredná Ganková štrbina (Mittlere Ganekscharte), die ihn vom Berg Prostredný Gánok (Mittlerer Ganek) trennt, und der östlichen Scharte Gankova štrbina (Ganek-Scharte) mit dem nächsten Berg Rumanov štít (Ruman-Spitze). Im Süden grenzt der Gánok an das Tal Rumanova dolinka als Teil des Tals Zlomiská, im Nordwesten und Nordosten fällt es steil Richtung Täler Ťažká dolina und Kačacia dolina im Talsystem der Bielovodská dolina ab. Bemerkenswert ist insbesondere die 750-Meter-Nordostwand, die sich oberhalb des Sees Zelené pleso Kačacie erhebt.
Der Name Gánok oder mundartlich Gánek bezeichnete ursprünglich die charakteristische Gestalt des „Gangs“ (oder einer Veranda) an der Nordwand des Malý Ganek (eines nordwestlichen Satelliten im Bergmassiv von Gánok), die sich fast 300 Meter oberhalb des Talabschlusses von Ťažká dolina erhebt. Heute ist diese Formation als Galéria Ganku (Ganek-Galerie) bekannt, der alleinstehende Name Gánok ging auf den Berg. Die ersten Besteigungsversuche begannen in den 1870er Jahren, im Besonderen versuchten polnische Bergsteiger mit Bergführern aus Zakopane, den Berg zu bezwingen, doch lange blieben sie erfolglos. Erst 1895 konnte Klemens Bachleda zusammen mit Józef Gąsienica und Władysław Kleczyński den Gipfel erreichen. Die erste Winterbesteigung erfolgte im Jahr 1910 durch die ebenfalls polnischen Bergsteiger Mieczysław Lerski und Jerzy Maślanka. Der extrem schwierige Nordostpfeiler wurde erst 1930 bezwungen.
Der Gánok liegt abseits der offiziellen Wanderwege, ist jedoch für Mitglieder alpiner Vereine oder mit einem Bergführer z. B. durch einen Pfad von der Berghütte Chata pri Popradskom plese durch das Tal Zlomiská erreichbar.